# Аксиния Михайлова
Аксиния Михайлова е българска поетеса и преводачка.

## Биография
Аксиния Михайлова е родена на 13 април 1963 г. в с. Ракево, Северозападна България. Завършва френска езикова гимназия, а след това специалност Научна информация в Държавния библиотекарски институт и Българска филология (с втора специалност – Френски език) СУ "Св. Климент Охридски“.
Работила е като редактор и преводач в издателство „Парадокс“. Един от основателите на списание „Ах, Мария“.
На български език в неин превод са се появили текстове от Жан Жоне, Пиер Буржад, Тахар Бен Джелун, Жан-Клод Вилен, Едмон Жабес, Лионел Рей, Жан Оризе, Рьоне Шар, Андре Брьотон, Бенжамен Пере, Луи Арагон, Пол Елюар, Робер Деснос, Владас Бразюнас и др.
Членува в Българския хайку-клуб от 2001 г. Нейни хайку са публикувани в българския и македонския периодичен печат, в антологиите „Цветето“, „Розата“, „Пътят“ и във френски, белгийски и хърватски сайтове за хайку. Един от преводачите и съставителите на двуезичната антология на франкофонското хайку „Сенки и светлини“ (2003).
Съставител и преводач на „Антология на съвременната литовска поезия“ (2007), както и на повече от петнадесет книги с поезия и проза.
През 2002 г. участва в учредяването на поетическото движение „Cap à l’Est“ („Предмостие на Изток“) в Будмерице, Словакия, обединяващо френскоговорещи поети от Централна и Източна Европа, и става представител на движението за България.
Член на българския ПЕН клуб, Сдружението на българските писатели и Световната хайку асоциация.
Стихотворенията ѝ са преведени на френски, румънски, словашки, сръбски, хърватски и испански език.

## Награди
Два пъти е номинирана за наградата „Иван Николов“ – през 2008 г. за стихосбирката „Най-ниската част на небето“ и през 2011 за стихосбирката „Разкопчаване на тялото“.
Носител на първата награда и притежател на статуетката „Виолина“ в конкурса за любовна поезия „Магията Любов“ в Казанлък (2011).
С книгата си „Разкопчаване на тялото“ Аксиния Михайлова печели националния конкурс за поезия „Христо Фотев“ (2012), а след това става четвъртият носител на националната награда „Милош Зяпков“ (2012).
Носител на награди и за превод, сред които две международни награди, връчени ѝ през 2009 г.: годишната награда на Съюза на литовските писатели за стихосбирката „Необикновено е да си жив“ на Марцелиюс Мартинайтис и наградата на името на латвийския поет Александър Чакс за публикувания на български език сборник с избрани стихове на поета „Огледала на въображението“. През ноември 2011 г. е удостоена с едно от най-високите отличия на Република Латвия – „Рицар на Ордена на Трите звезди“.
През 2014 г. е удостоена с годишната френска награда за поезия „Аполинер“ за сборника „Небе за изгубване“, в който произведенията ѝ са написани на френски език.
През 2015 г. е носител на първа награда от конкурса „Иван Николов“.
През 2022 г. е отличена с наградата „Орфеев венец“ за изключително високи постижения в съвременната българска поезия на фестивала „Пловдив чете“